# (270) Anahita
(270) Anahita ist ein Asteroid des inneren Hauptgürtels, der am 8. Oktober 1887 vom deutsch-US-amerikanischen Astronomen Christian Heinrich Friedrich Peters am Litchfield Observatory in New York entdeckt wurde.
Der Asteroid wurde benannt nach Anahita, der altiranischen Großen Mutter, der Göttin der Fruchtbarkeit. Der Entdecker schrieb: „Ich schlage für diesen Planeten den Namen Anahita vor, von der altpersischen Göttin, bei den Occidentalen zuweilen auch Anaïtis übersetzt.“ Edmund Weiss, Direktor der Wiener Sternwarte, erklärte, dass dieser Planet auch zu Ehren von Anita, der Tochter des berühmten amerikanischen Astronomen Simon Newcomb, benannt wurde. (Beilage zum astronomischen Kalender 1889, S. 83).

## Wissenschaftliche Auswertung
Aus Daten radiometrischer Beobachtungen in Infraroten am Kitt-Peak-Nationalobservatorium in Arizona vom September 1975 wurden für (270) Anahita erstmals Werte für den Durchmesser und die Albedo von 51 km und 0,15 bestimmt. Aus Ergebnissen der IRAS Minor Planet Survey (IMPS) wurden 1992 Angaben zu Durchmesser und Albedo für zahlreiche Asteroiden abgeleitet, darunter auch (270) Anahita, für die damals Werte von 50,8 km bzw. 0,22 erhalten wurden. Radarastronomische Untersuchungen am Arecibo-Observatorium am 5. und 6. Oktober 2001 bei 2,38 GHz ergaben einen effektiven Durchmesser von 47 ± 7 km. Eine Auswertung von Beobachtungen durch das Projekt NEOWISE im nahen Infrarot führte 2011 zu vorläufigen Werten für den Durchmesser und die Albedo im sichtbaren Bereich von 47,0 km bzw. 0,06 oder 0,07. Nach neuen Messungen mit NEOWISE wurden die Werte 2014 auf 46,8 oder 51,4 km bzw. 0,25 oder 0,21 korrigiert. Nach der Reaktivierung von NEOWISE im Jahr 2013 und Registrierung neuer Daten wurden die Werte 2015 zunächst mit 44,7 km bzw. 0,32 angegeben und dann 2016 korrigiert zu 46,4 km bzw. 0,25, diese Angaben beinhalten aber alle hohe Unsicherheiten.
Eine spektroskopische Untersuchung von 820 Asteroiden zwischen November 1996 und September 2001 am La-Silla-Observatorium in Chile ergab für (270) Anahita eine taxonomische Klassifizierung als S- bzw. Sl-Typ.
Photometrische Messungen des Asteroiden fanden erstmals statt vom 26. September bis 7. November 1975 durch zwei Beobachter in Rhode Island und New Mexico. Aus den Messdaten wurde eine retrograde Rotation mit einer Periode von 17,66 h abgeleitet. Im gleichen Zeitraum erfolgten auch Beobachtungen am 1. und 2. Oktober 1975 am Osservatorio Astronomico di Torino in Italien. Aus den jeweils nur während zwei bis drei Stunden aufgezeichneten Lichtkurven konnte aber nur auf eine Rotationsperiode von mindestens 12 Stunden geschlossen werden. Weitere Messungen vom 25. bis 31. Juli 1978 am Table Mountain Observatory in Kalifornien führten dann zur eindeutigen Bestimmung einer Rotationsperiode von 15,06 h.
Eine Beobachtung am 20. November 1985 am Roque-de-los-Muchachos-Observatorium auf La Palma zeigte nur einen nicht auswertbaren Teil einer Periodizität, aber die Ergebnisse von Messungen am La-Silla-Observatorium vom 28. Februar bis 5. März 1987 passten wieder zu der bereits 1978 abgeleiteten Periode. In der Ukraine wurde in einer Untersuchung von 2002 aus archivierten Daten der Jahre 1975 bis 1994 für (270) Anahita eine Position der Rotationsachse mit prograder Rotation und einer Periode von 15,0479 h bestimmt. Es wurden außerdem die Achsenverhältnisse eines dreiachsig-ellipsoidischen Gestaltmodells für den Asteroiden hergeleitet.
In einer Untersuchung von 2016 führte die Auswertung von 12 vorliegenden Lichtkurven und weiteren Daten der Lowell Photometric Database mit der Methode der konvexen Inversion zur Erstellung eines dreidimensionalen Gestaltmodells des Asteroiden für zwei alternative Rotationsachsen mit retrograder Rotation und einer Periode von 15,05906 h.
Weitere photometrische Messungen erfolgten vom 29. April bis 26. Mai 2020 im Rahmen einer Zusammenarbeit von vier Observatorien der Grupo de Observadores de Rotaciones de Asteroides (GORA) in Argentinien. Auch hier wurde für die Rotationsperiode mit 15,07 h wieder ein ähnlicher Wert wie bereits zuvor berechnet. Im Jahr 2021 wurde aus archivierten Daten und photometrischen Messungen von Gaia DR2 erneut eine Rotationsachse mit retrograder Rotation berechnet. Die Rotationsperiode wurde dabei zu 15,05907 h bestimmt.
Aus archivierten Daten des Asteroid Terrestrial-impact Last Alert System (ATLAS) aus dem Zeitraum 2015 bis 2018 konnte in einer Untersuchung von 2022 mit der Methode der konvexen Inversion eine Rotationsperiode von 15,0592 h bestimmt werden. Im Jahr 2023 wurde aus photometrischen Messungen von Gaia DR3 erneut ein dreidimensionales Gestaltmodell des Asteroiden für zwei alternative Rotationsachsen mit retrograder Rotation und einer Periode von 15,0591 h berechnet.